# ۳۰۰ مایل تا بهشت
۳۰۰ مایل تا بهشت (به لهستانی: 300 mil do nieba) یک فیلم درام لهستانی به کارگردانی ماچئی دیچر است که در سال ۱۹۸۹ منتشر شد. داستان فیلم دربارهٔ دو نوجوان لهستانی است که از جمهوری خلق لهستان می‌گریزند.

## گزیدهٔ بازیگران
- یادویگا یانکوفسکا-چشلاک
- وویچیخ کلاتا
- آدریانا بیدژینسکا
- کشیشتف استروئینسکی
- ویسواف کوماسا
- یژی شیبال
- ماوگوژاتا روژنیاتوفسکا
- استانیسواف یاسکوئوکا
- هنریک نیه‌بودک
- الکساندر بدناش